# لمور سیاه چشم‌آبی
 لمور سیاه چشم‌آبی (نام علمی: Eulemur flavifrons) نام یک گونه از تیره لموریان است.